# Danh sách thành phố Hàn Quốc
Các thành phố lớn nhất của Hàn Quốc có quyền tự trị tương đương như các tỉnh. Seoul, thành phố lớn nhất và là thủ đô, được phân loại thành một teukbyeolsi (Thành phố đặc biệt), trong khi 6 thành phố lớn tiếp theo (xem danh sách dưới đây) được phân loại là gwangyeoksi (Thành phố đô thị). Tiếp theo là teukbyeoljachisi (Thành phố tự trị đặc biệt) có duy nhất thành phố Sejong. Thành phố nhỏ hơn được phân loại là si ("thành phố") và thuộc quyền quản lý của tỉnh, có cùng cấp như các quận (xem Phân cấp hành chính Hàn Quốc).

## Danh sách thành phố ở Hàn Quốc
Ghi chú
- Tên "Seoul" không có nguồn gốc từ hanja. Bản dịch chính thức của Trung Quốc được viết là 首爾/首尔, một đoạn dịch dựa trên cách phát âm của từ "Seoul", nhưng 漢城/汉城 vẫn thường xuyên được sử dụng. Như một hậu tố, từ gyeong (京) được sử dụng, có nghĩa là "thủ đô".
- Seoul được xác định là "thành phố tự do đặc biệt" (Teukbyeol-jayusi; 특별자유시; 特別自由市) tách ra khỏi tỉnh Gyeonggi vào ngày 15 tháng 8 năm 1946; nó trở thành "Thành phố Đặc biệt" vào ngày 15 tháng 8 năm 1949.

| Tên | Tên                       | Tiếng Hàn  | Tiếng Hàn  | No. |
| Tên | Tên                       | Hangul     | Hanja      | No. |
| --- | ------------------------- | ---------- | ---------- | --- |
|     | Thành phố đặc biệt        | 특별시     | 特別市     | 1   |
|     | Thành phố đô thị          | 광역시     | 廣域市     | 6   |
|     | Thành phố tự trị đặc biệt | 특별자치시 | 特別自治市 | 1   |
|     |                           |            |            |     |
|     | Thành phố đặc thù         | 대도시     | 大都市     | 17  |
|     | Thành phố                 | 시         | 市         | 60  |
|     | Thành phố hành chính      | 행정시     | 行政市     | 2   |

| Thành phố   | Hangul         | Hanja          |  |                           |  | Dân số (2017) | Diện tích | Mật độ  | Thành lập (ROK) |
| ----------- | -------------- | -------------- |  | ------------------------- |  | ------------- | --------- | ------- | --------------- |
| Andong      | 안동시         | 安東市         |  | Gyeongsang Bắc            |  | 168,226       | 1521.26   | 110.6   | 1963-01-01      |
| Ansan       | 안산시         | 安山市         |  | Gyeonggi                  |  | 689,326       | 149.06    | 4624.5  | 1986-01-01      |
| Anseong     | 안성시         | 安城市         |  | Gyeonggi                  |  | 182,784       | 553.47    | 330.3   | 1998-04-01      |
| Anyang      | 안양시         | 安養市         |  | Gyeonggi                  |  | 598,392       | 58.46     | 10235.9 | 1973-07-01      |
| Asan        | 아산시         | 牙山市         |  | Chungcheong Nam           |  | 303,043       | 542.15    | 559.0   | 1986-01-01      |
| Boryeong    | 보령시         | 保寧市         |  | Chungcheong Nam           |  | 103,620       | 569.01    | 182.1   | 1986-01-01      |
| Bucheon     | 부천시         | 富川市         |  | Gyeonggi                  |  | 851,245       | 53.40     | 15940.9 | 1973-07-01      |
| Busan       | 부산광역시     | 釜山廣域市     |  | Thành phố đô thị          |  | 3,496,779     | 765.94    | 4565.3  | 1914-03-01      |
| Changwon    | 창원시         | 昌原市         |  | Gyeongsang Nam            |  | 1,063,116     | 736.34    | 1443.8  | 1980-04-01      |
| Cheonan     | 천안시         | 天安市         |  | Chungcheong Nam           |  | 619,286       | 636.22    | 973.4   | 1963-01-01      |
| Cheongju    | 청주시         | 淸州市         |  | Chungcheong Bắc           |  | 835,802       | 153.45    | 5446.7  | 1946-06-01      |
| Chuncheon   | 춘천시         | 春川市         |  | Gangwon                   |  | 280,565       | 1116.35   | 251.3   | 1946-06-01      |
| Chungju     | 충주시         | 忠州市         |  | Chungcheong Bắc           |  | 208,288       | 983.70    | 211.7   | 1956-07-08      |
| Daegu       | 대구광역시     | 大邱廣域市     |  | Thành phố đô thị          |  | 2,484,688     | 885.60    | 2805.7  | 1914-03-01      |
| Daejeon     | 대전광역시     | 大田廣域市     |  | Thành phố đô thị          |  | 1,514,354     | 539.86    | 2805.1  | 1935-10-01      |
| Dangjin     | 당진시         | 唐津市         |  | Chungcheong Nam           |  | 166,782       | 694.08    | 240.3   | 2012-01-01      |
| Dongducheon | 동두천시       | 東豆川市       |  | Gyeonggi                  |  | 98,062        | 95.66     | 1025.1  | 1981-07-01      |
| Donghae     | 동해시         | 東海市         |  | Gangwon                   |  | 93,289        | 180.17    | 517.8   | 1980-04-01      |
| Gangneung   | 강릉시         | 江陵市         |  | Gangwon                   |  | 213,747       | 1040.07   | 205.5   | 1955-09-01      |
| Geoje       | 거제시         | 巨濟市         |  | Gyeongsang Nam            |  | 256,979       | 401.61    | 639.9   | 1989-01-01      |
| Gimcheon    | 김천시         | 金泉市         |  | Gyeongsang Bắc            |  | 142,277       | 1009.50   | 140.9   | 1949-08-14      |
| Gimhae      | 김해시         | 金海市         |  | Gyeongsang Nam            |  | 529,577       | 463.28    | 1143.1  | 1981-07-01      |
| Gimje       | 김제시         | 金堤市         |  | Jeolla Bắc                |  | 87,658        | 544.99    | 160.8   | 1989-01-01      |
| Gimpo       | 김포시         | 金浦市         |  | Gyeonggi                  |  | 364,808       | 276.64    | 1318.7  | 1998-04-01      |
| Gongju      | 공주시         | 公州市         |  | Chungcheong Nam           |  | 109,750       | 940.36    | 116.7   | 1986-01-01      |
| Goyang      | 고양시         | 高陽市         |  | Gyeonggi                  |  | 1,040,648     | 267.31    | 3893.0  | 1992-02-01      |
| Gumi        | 구미시         | 龜尾市         |  | Gyeongsang Bắc            |  | 420,048       | 615.52    | 682.4   | 1978-02-15      |
| Gunpo       | 군포시         | 軍浦市         |  | Gyeonggi                  |  | 284,735       | 36.36     | 7831.0  | 1989-01-01      |
| Gunsan      | 군산시         | 群山市         |  | Jeolla Bắc                |  | 277,328       | 675.38    | 410.6   | 1914-03-01      |
| Guri        | 구리시         | 九里市         |  | Gyeonggi                  |  | 194,298       | 33.30     | 5834.8  | 1986-01-01      |
| Gwacheon    | 과천시         | 果川市         |  | Gyeonggi                  |  | 62,929        | 35.86     | 1754.9  | 1986-01-01      |
| Gwangju     | 광주광역시     | 光州廣域市     |  | Thành phố đô thị          |  | 1,469,583     | 501.26    | 2931.8  | 1986-11-01      |
| Gwangju     | 광주시         | 廣州市         |  | Gyeonggi                  |  | 328,940       | 430.96    | 763.3   | 2001-03-21      |
| Gwangmyeong | 광명시         | 光明市         |  | Gyeonggi                  |  | 339,071       | 38.50     | 8807.0  | 1981-07-01      |
| Gwangyang   | 광양시         | 光陽市         |  | Jeolla Nam                |  | 154,164       | 453.84    | 339.7   | 1989-01-01      |
| Gyeongju    | 경주시         | 慶州市         |  | Gyeongsang Bắc            |  | 259,228       | 1324.39   | 195.7   | 1955-09-01      |
| Gyeongsan   | 경산시         | 慶山市         |  | Gyeongsang Bắc            |  | 257,902       | 411.70    | 626.4   | 1989-01-01      |
| Gyeryong    | 계룡시         | 鷄龍市         |  | Chungcheong Nam           |  | 42,737        | 60.74     | 703.6   | 2003-09-19      |
| Hanam       | 하남시         | 河南市         |  | Gyeonggi                  |  | 213,028       | 93.07     | 2288.9  | 1989-01-01      |
| Hwaseong    | 화성시         | 華城市         |  | Gyeonggi                  |  | 644,498       | 687.54    | 937.4   | 2001-03-21      |
| Icheon      | 이천시         | 利川市         |  | Gyeonggi                  |  | 210,565       | 531.09    | 396.5   | 1996-03-01      |
| Iksan       | 익산시         | 益山市         |  | Jeolla Bắc                |  | 301,061       | 506.70    | 594.2   | 1947-02-23      |
| Incheon     | 인천광역시     | 仁川廣域市     |  | Thành phố đô thị          |  | 2,944,009     | 1032.41   | 2851.6  | 1914-03-01      |
| Jecheon     | 제천시         | 堤川市         |  | Chungcheong Bắc           |  | 136,389       | 883.09    | 154.4   | 1980-04-01      |
| Jeongeup    | 정읍시         | 井邑市         |  | Jeolla Bắc                |  | 115,083       | 692.93    | 166.1   | 1981-07-01      |
| Jeonju      | 전주시         | 全州市         |  | Jeolla Bắc                |  | 652,234       | 206.22    | 3162.8  | 1935-10-01      |
| Jeju        | 제주시         | 濟州市         |  | Jeju                      |  | 470,957       | 977.80    | 481.6   | 1955-09-01      |
| Jinju       | 진주시         | 晋州市         |  | Gyeongsang Nam            |  | 347,056       | 712.62    | 487.0   | 1939-10-01      |
| Naju        | 나주시         | 羅州市         |  | Jeolla Nam                |  | 105,080       | 172.8     | 608.15  | 1981-07-01      |
| Namyangju   | 남양주시       | 南楊州市       |  | Gyeonggi                  |  | 662,183       | 458.54    | 1444.1  | 1989-01-01      |
| Namwon      | 남원시         | 南原市         |  | Jeolla Bắc                |  | 84,140        | 752.50    | 111.8   | 1981-07-01      |
| Nonsan      | 논산시         | 論山市         |  | Chungcheong Nam           |  | 123,094       | 554.85    | 221.9   | 1996-03-01      |
| Miryang     | 밀양시         | 密陽市         |  | Gyeongsang Nam            |  | 108,322       | 799.01    | 135.6   | 1989-01-01      |
| Mokpo       | 목포시         | 木浦市         |  | Jeolla Nam                |  | 237,464       | 50.08     | 4741.7  | 1914-03-01      |
| Mungyeong   | 문경시         | 聞慶市         |  | Gyeongsang Bắc            |  | 74,555        | 911.17    | 81.8    | 1986-01-01      |
| Osan        | 오산시         | 烏山市         |  | Gyeonggi                  |  | 208,873       | 42.76     | 4884.8  | 1989-01-01      |
| Paju        | 파주시         | 坡州市         |  | Gyeonggi                  |  | 431,035       | 672.57    | 640.9   | 1996-03-01      |
| Pocheon     | 포천시         | 抱川市         |  | Gyeonggi                  |  | 154,381       | 826.50    | 186.8   | 2003-10-19      |
| Pohang      | 포항시         | 浦項市         |  | Gyeongsang Bắc            |  | 516,497       | 1128.76   | 457.6   | 1949-08-14      |
| Pyeongtaek  | 평택시         | 平澤市         |  | Gyeonggi                  |  | 472,141       | 454.62    | 1038.5  | 1986-01-01      |
| Sacheon     | 사천시         | 泗川市         |  | Gyeongsang Nam            |  | 114,854       | 398.25    | 288.4   | 1956-07-08      |
| Sangju      | 상주시         | 尙州市         |  | Gyeongsang Bắc            |  | 101,729       | 1254.83   | 81.1    | 1986-01-01      |
| Samcheok    | 삼척시         | 三陟市         |  | Gangwon                   |  | 70,120        | 1185.86   | 59.1    | 1986-01-01      |
| Sejong      | 세종특별자치시 | 世宗特別自治市 |  | Thành phố tự trị đặc biệt |  | 244,939       | 465.23    | 526.5   | 2012-07-01      |
| Seogwipo    | 서귀포시       | 西歸浦市       |  | Jeju                      |  | 171,431       | 870.87    | 196.9   | 1981-07-01      |
| Seongnam    | 성남시         | 城南市         |  | Gyeonggi                  |  | 974,755       | 141.82    | 6873.2  | 1973-07-01      |
| Seosan      | 서산시         | 瑞山市         |  | Chungcheong Nam           |  | 170,810       | 740.66    | 230.6   | 1989-01-01      |
| Seoul       | 서울특별시     | 서울特別市     |  | Thành phố đặc biệt        |  | 9,930,478     | 605.27    | 16406.7 | 1914-03-01      |
| Siheung     | 시흥시         | 始興市         |  | Gyeonggi                  |  | 403,398       | 135.02    | 2987.7  | 1989-01-01      |
| Sokcho      | 속초시         | 束草市         |  | Gangwon                   |  | 81,797        | 105.00    | 779.0   | 1963-01-01      |
| Suncheon    | 순천시         | 順天市         |  | Jeolla Nam                |  | 279,540       | 907.41    | 308.1   | 1949-08-14      |
| Suwon       | 수원시         | 水原市         |  | Gyeonggi                  |  | 1,194,276     | 121.09    | 9862.7  | 1949-08-14      |
| Taebaek     | 태백시         | 太白市         |  | Gangwon                   |  | 46,892        | 303.57    | 154.5   | 1981-07-01      |
| Tongyeong   | 통영시         | 統營市         |  | Gyeongsang Nam            |  | 138,001       | 238.85    | 577.8   | 1955-09-01      |
| Uijeongbu   | 의정부시       | 議政府市       |  | Gyeonggi                  |  | 438,753       | 81.59     | 5377.5  | 1963-01-01      |
| Uiwang      | 의왕시         | 儀旺市         |  | Gyeonggi                  |  | 156,410       | 54.00     | 2896.5  | 1989-01-01      |
| Ulsan       | 울산광역시     | 蔚山廣域市     |  | Thành phố đô thị          |  | 1,117,656     | 1057.50   | 1056.9  | 1962-06-01      |
| Wonju       | 원주시         | 原州市         |  | Gangwon                   |  | 338,374       | 872.56    | 387.8   | 1955-09-01      |
| Yangju      | 양주시         | 楊州市         |  | Gyeonggi                  |  | 205,977       | 309.77    | 664.9   | 2003-10-19      |
| Yangsan     | 양산시         | 梁山市         |  | Gyeongsang Nam            |  | 318,836       | 485.18    | 657.1   | 1996-03-01      |
| Yeoju       | 여주시         | 驪州市         |  | Gyeonggi                  |  | 111,558       | 608.64    | 183.3   | 2013-09-23      |
| Yeongcheon  | 영천시         | 永川市         |  | Gyeongsang Bắc            |  | 100,384       | 920.29    | 109.1   | 1981-07-01      |
| Yeongju     | 영주시         | 榮州市         |  | Gyeongsang Bắc            |  | 109,281       | 669.05    | 163.3   | 1980-04-01      |
| Yeosu       | 여수시         | 麗水市         |  | Jeolla Nam                |  | 288,818       | 501.27    | 576.2   | 1949-08-14      |
| Yongin      | 용인시         | 龍仁市         |  | Gyeonggi                  |  | 991,622       | 591.36    | 1676.8  | 1996-03-01      |

### Thành phố đã đổi tên
- Chungmu (충무; 忠武) → Tongyeong (1 tháng 1 năm 1995)
- Daecheon (대천; 大川) → Boryeong (1 tháng 1 năm 1995)
- Donggwangyang (동광양; 東光陽) → Gwangyang (1 tháng 1 năm 1995)
- Geumseong (금성; 錦城) → Naju (1 tháng 1 năm 1986)
- Gyeongseong (경성; 京城) → Seoul (15 tháng 8 năm 1946)
- Iri (이리; 裡里) → Iksan (ngày 10 tháng 5 năm 1995)
- Jangseungpo (장승포; 長承浦) → Geoje (1 tháng 1 năm 1995)
- Jeomchon (점촌; 店村) → Mungyeong (1 tháng 1 năm 1995)
- Jeongju (정주; 井州) → Jeongeup (1 tháng 1 năm 1995)
- Migeum (미금; 渼金) → Namyangju (1 tháng 1 năm 1995)
- Onyang (온양; 溫陽) → Asan (1 tháng 1 năm 1995)
- Samcheonpo (삼천포; 三千浦) → Sacheon (10 tháng 5 năm 1995)

### Thành phố hiện không còn tồn tại
- Jinhae (진해; 鎭海, thành lập 1 tháng 9 năm 1955) sáp nhập vào Changwon vào ngày 1 tháng 7 năm 2010.
- Masan (마산; 馬山, thành lập 1 tháng 3 năm 1914) sáp nhập vào Changwon vào ngày 1 tháng 7 năm 2010.
- Songjeong (송정; 松汀, thành lập 1 tháng 11 năm 1986) sáp nhập vào Gwangju (Thành phố đô thị) vào 1 tháng 1 năm 1988.
- Songtan (송탄; 松炭, thành lập 1 tháng 7 năm 1981) sáp nhập vào Pyeongtaek vào 10 tháng 5 năm 1995.
- Yeocheon (여천; 麗川, thành lập 1 tháng 1 năm 1986) sáp nhập vào Yeosu vào 1 tháng 4 năm 1998.